# Gare de Marcheprime
Gare de Marcheprime vasútállomás Franciaországban, Marcheprime településen.

## Vasútvonalak
Az állomást az alábbi vasútvonalak érintik:
- Bordeaux–Irun-vasútvonal

## Kapcsolódó állomások
A vasútállomáshoz az alábbi állomások vannak a legközelebb:
- Gare de Gazinet-Cestas (Gare de Libourne, F41)
- Gare de Facture-Biganos (Gare d’Arcachon, F41)
- Gare de Croix-d'Hins